# Ton van Bremen
Ton van Bremen (Rotterdam, 2 maart 1968) is een Nederlands voormalig profvoetballer die speelde voor Excelsior, Vitesse en NAC.
Van Bremen is sinds seizoen 2014/15 trainer van vv Capelle uit Capelle aan den IJssel, dat anno 2016/17 uitkomt in de Derde divisie op zaterdag. Eerder trainde hij SC Feyenoord (amateurtak van profclub Feyenoord) uit Rotterdam en Excelsior '20 uit Schiedam. Hij verliet Capelle in 2016 en keerde daar in 2018 terug als scout.

## Clubstatistieken
| seizoen | club      | competitie     | duels | goals |
| ------- | --------- | -------------- | ----- | ----- |
| 1986/87 | Excelsior | Eredivisie     | 20    | 3     |
| 1987/88 | Excelsior | Eerste divisie | 30    | 3     |
| 1988/89 | Excelsior | Eerste divisie | 29    | 2     |
| 1989/90 | Excelsior | Eerste divisie | 32    | 10    |
| 1990/91 | Vitesse   | Eredivisie     | 18    | 0     |
| 1991/92 | Vitesse   | Eredivisie     | 3     | 0     |
| 1992/93 | Vitesse   | Eredivisie     | 8     | 1     |
| 1993/94 | NAC       | Eredivisie     | 21    | 1     |
| 1994/95 | NAC       | Eredivisie     | 7     | 1     |
|         | Excelsior | Eerste divisie | 15    | 5     |
| 1995/96 | Excelsior | Eerste divisie | 21    | 1     |
| 1996/97 | Excelsior | Eerste divisie | 27    | 2     |